# 낙동강하구둑

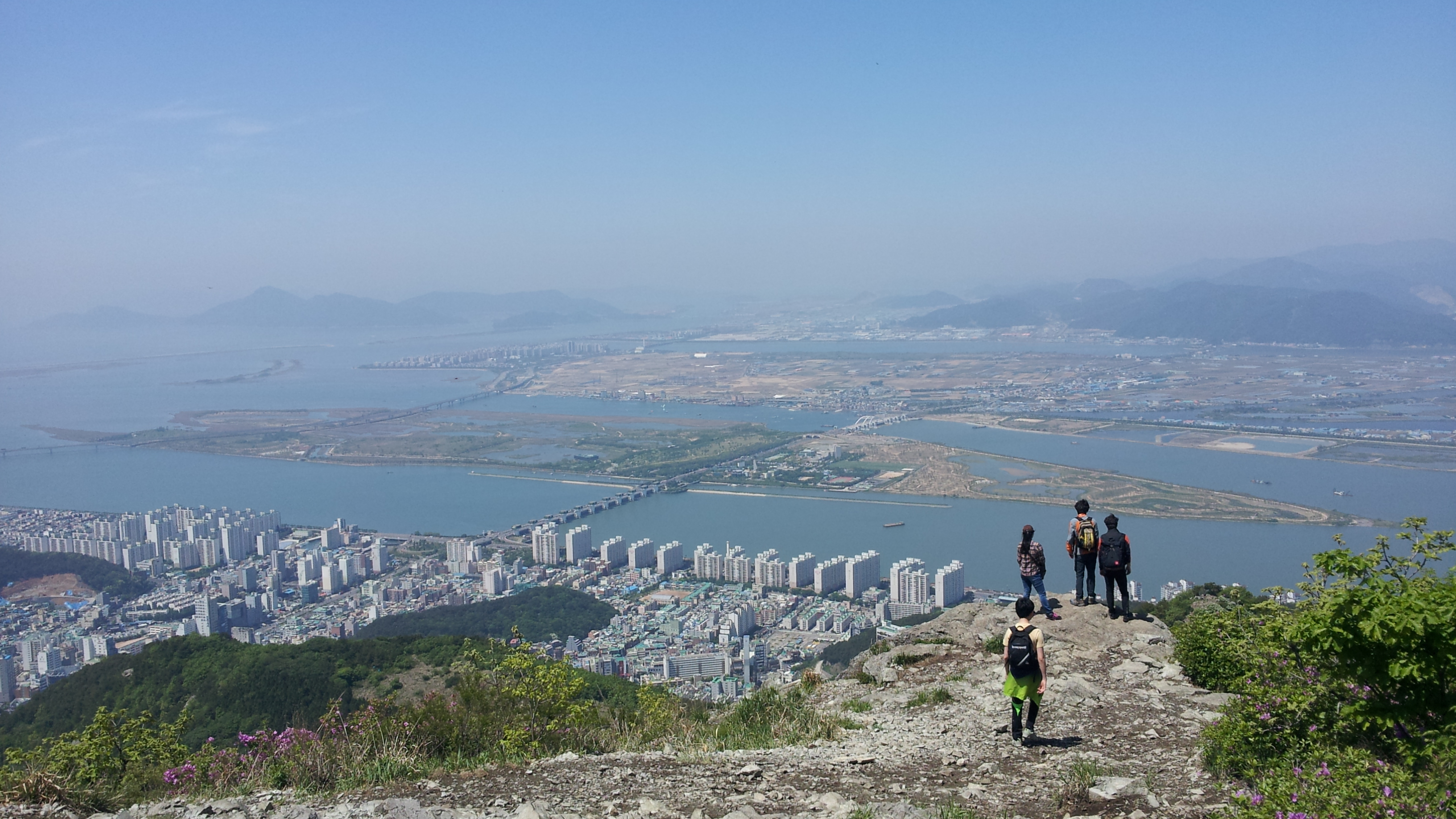
가운데에 있는 교량이 낙동강하구둑. 왼쪽에 있는 교량은 을숙도대교이다.

낙동강하구둑(洛東江河口둑, 영어: Nakdong River Estuary Bank)은 부산광역시 사하구 하단동에 있는 낙동남로를 구성하는 교량이며, 강서구 명지동을 연결하는 낙동강과 바다의 교통수단으로 건설된 하구둑이다. 길이 2,230m, 최대높이 18.7m의 토언제 방식으로 지어졌다. 현재는 한국수자원공사(K-water)가 관리하고 있다. 낙동강하구둑 이남은 남해로 취급하며, 낙동강하구둑 이북은 낙동강으로 취급한다.

## 개요
- 하천명: 낙동강 하류
- 구성: 하구둑
- 구성도로: 낙동남로
- 위치: 부산광역시 사하구 하단동
  - 좌안: 부산광역시 사하구 하단동
  - 우안: 부산광역시 강서구 명지동
- 총연장: 2,230m
- 토언제: 1,720m
- 수문부: 510m

## 시설

### 낙동강문화관
- Nakdong River Culture Pavilion, 洛東江文化館

### 낙동강 하굿둑 전망대
- Nakdong River Estuary Observatory, 洛東江 河口 展望臺

## 참고 문헌
- 『낙동강 문화관』(낙동강문화관, 2012)
- 낙동강 문화관(http://www.river.go.kr/nakdongRiver/culture 보관됨 2021-12-18 - 웨이백 머신)
- 『낙동강보존회 21년사』(낙동강보존회, 1999)
- 한국수자원공사(http://www.kwater.or.kr/)
- 부산환경운동연합(http://pusan.kfem.or.kr)
- 『낙동강 문화관』(낙동강문화관, 2012)
- 낙동강 문화관(http://www.river.go.kr/nakdongRiver/culture 보관됨 2021-12-18 - 웨이백 머신)

### 낙동남로
- 『부산광역시 도시 계획과 내부 자료』(부산광역시, 2011)
- 『부산광역시 건설 방제관실 내부 자료』(부산광역시, 2012)
- 『부산광역시 도로 정비 기본 계획』(부산광역시, 2012)
- 『차량 교통량 조사 결과』(부산광역시, 2012)
- 네이버 지도(http://map.naver.com)

## 같이 보기
- 을숙도
  - 을숙도대교
- 낙동남로
- 강변대로
- 르노삼성대로
- 몰운대